# 中国人民解放军空军航空兵第三师
中国人民解放军空军航空兵第三师（简称空三师，代号为解放军94669部队），是中国人民解放军空军曾经存在的一个歼击航空师。

## 历史
前身空军驱逐第三旅于1950年10月5日在沈阳组建，是由原华北军区步兵独立第209师部及所属625、626、627团改编而成。
- 第209师师长高厚良改任改旅政委，旅长方子翼。驻东塔机场。
- 第625团团长康玉山、政委白化民，驻于洪机场
- 第626团团长、政委吕品，驻辽阳机场
- 第627团团长韩锦标、政委王吉奎，驻鞍山机场

1950年11月17日改为人民解放军第三驱逐师。在朝鲜战争期间，空三师共有63名飞行员参战，共战斗起飞255批3465架次，击落敌机87架、击伤27架，列所有参战志愿军空军师歼敌第1名，并产生了王海、赵宝桐、刘玉堤、孙生禄等一级英雄和特等功臣。1954年3月5日，空三师由沈阳东塔机场移防浙江嘉兴机场，归华东军区空军建制，执行保卫杭州防空任务。此外，该师为解放军空军第一支装备进口米格-21和国产歼-7战斗机的部队，至20世纪90年代，该师同样也是解放空军第一支装备进口第三代苏-27战斗机的部队。
空三师现隶属东部战区空军管辖，师部驻芜湖，下设空七团（驻芜湖）、八团（驻长兴）及九团（驻芜湖）。
2017年，随着空军军改，空三师被撤销，下属各团扩编成旅继续保留。

## 领导

### 政治委员
- 罗平（1951年—）

### 参谋长
- 梁璞